# International Mobile Subscriber Identity
L’International Mobile Subscriber Identity (IMSI, soit « identité internationale d'abonné mobile » en français) est un numéro unique, qui permet à un réseau de téléphonie mobile de type GSM, UMTS ou LTE d'identifier un usager. Ce numéro est stocké dans la carte SIM (ou USIM en UMTS et LTE) et n'est pas connu de l'utilisateur. Pour atteindre l'utilisateur, l'opérateur lui attribue un numéro MSISDN qui est la version avec préfixe international de ce qu'on appelle communément un « numéro de téléphone ».

## Format
Le format de l'IMSI suit le plan de numérotation du standard E.212 de l'UIT et est constitué de 15 chiffres décimaux qui décomposent de la façon suivante :
| 3 chiffres | 2 ou 3 chiffres | 10 chiffres ou moins |
| ---------- | --------------- | -------------------- |
| MCC        | MNC             | (H1 H2) MSIN         |

Les abréviations utilisées dans ce tableau ont la signification suivante :
- MCC (Mobile Country Code). C'est l'indicatif du pays d'origine. Par exemple, 228 pour la Suisse, 208 pour la France, etc.
- MNC (Mobile Network Code). C'est l'identifiant de l'opérateur du réseau. Par exemple, en Suisse, 01 pour Swisscom Mobile, 02 pour Sunrise, 03 pour Orange, etc.
- MSIN (Mobile Subscriber Identification Number). C'est le numéro de l'abonné à l'intérieur du réseau GSM ou UMTS, attribué par l'opérateur. Les deux chiffres optionnels H1 H2 constituant l’entête du MSIN[2] sont utilisés pour trouver l'adresse du HLR dans les grands réseaux qui possèdent plusieurs HLR ; le HLR contient les informations détaillées sur l'abonné identifié par son numéro IMSI et donc par sa carte SIM.

Le couple MCC-MNC désigne l'opérateur de l'abonné, donc lorsqu'un client garde son numéro mais change d'opérateur (portabilité), son nouvel opérateur lui alloue un nouvel IMSI.

## Exemples
Exemple 1 :
| 228      | Suisse                                          |
| 01       | Swisscom Mobile                                 |
| 21       | HLR 21                                          |
| 76510739 | Numéro d'identification de l'abonné dans le HLR |

Exemple 2 :
| 208      | France                                          |
| 20       | Bouygues Telecom                                |
| 11       | HLR 11                                          |
| 34567890 | Numéro d'identification de l'abonné dans le HLR |

## Liste des MNC français par opérateur
Dans l'identifiant IMSI, chaque MNC est précédé par le MCC, qui peut être pour la France : 208 (France métropolitaine), 340 (Antilles françaises), 308 (Saint-Pierre-et-Miquelon), 543 (Wallis-et-Futuna), 546 (Nouvelle-Calédonie), 547 (Polynésie française), 647 (partie Française de l'Océan indien), ou 742 (Guyane).
Le couple de codes MCC + MNC permet l'identification univoque d'un opérateur mobile et donc le roaming national et international.
Une liste des codes MNC attribués par l'Arcep pour la France métropolitaine est visible sur la page : Mobile Network Code.
La liste des codes affectés aux opérateurs français d'Outre-mer se trouve sur la page : Liste des opérateurs de réseau mobile en France